# 斯卡涅洛
斯卡涅洛（義大利語：Scagnello），是意大利库内奥省的一个市镇。总面积8平方公里，人口214人，人口密度26.8人/平方公里（2009年）。ISTAT代码为004216。